# Гасфорд Густав Христіянович
Густав Гасфорд (рос. Гасфорд Густав Христианович; 12 квітня 1794 — 17 травня 1874) — військовий та державний діяч Російської імперії, учасник Наполеонівських і Кавказької війни.

## Життєпис

### Війни з Францією
Походив з вестфальського шляхетського роду Гасфортів. Народився 1794 року в родинному маєтку поблизку Білостоку. 1795 року ця територія увійшла до складу королівства Пруссія внаслідок Третього поділу Речі Посполитої. Опинився в прусському підданстві. Спочатку навчався у вищому ветеринарному училищі в Кенігсберзі. 1807 року внаслідок поразки Пруссії від французького імператора Наполеона I територія Білостока увійшла до Варшавського герцогства.
Наприкінці 1810 року вступив до Інституту корпусу інженерів шляхів сполучення у Санкт-Петербурзі. Став підписуватися як Гасфорд. 1 липня 1811 року отримує звання прапорщика, а 11 липня 1812 — підпоручика. Того ж року з початком війни з Францією був відряджений до 1-ї західної армії, в команду інженер-полковника О. І. Манфреді. Брав участь у зміцненні Дриссенського табору, у фортифікаційних роботах на річці Західній Двіні, у битвах під Смоленськом та Дорогобужем. Потім з підполковником Федором Матушевичем він протягом 2 годин влаштував переправу через Дніпро, і по переходу корпусу К. В. Багговута знищив її під пострілами ворога.
Потім під орудою інженер-генерал-майора П. М. Івашева працював зі зміцнення Бородінської позиції. 25 серпня влаштував міст через річку Колочу та 26 серпня брав участь у битві при Бородіні. При відступі військ до Москви та Тарутіна влаштовував дороги, переправи та зміцнення позицій. 29 вересня того ж року стає поручиком. При нападі на авангард Й.Мюрата при селі Тарутіно він влаштував мости через річку Нару; потім брав участь у битві при Малоярославці, у переслідуванні французів від Медини до Червоного, у битвах під Вязьмою та Червоним. За кампанію 1812 року нагороджено 24 червня 1813 року орденом св. Анни 4-го ступеня.
У травні 1813 року призначається ад'ютантом при інженер-генерал-майорі Леві Карбоньєре. Брав участь у битві при Бауцені. За цим звитяжив у знищені мосту через Ельбу, поблизу Кенігштейна. За це нагороджено орденом св. Володимира 4-го ступеня із бантом. Брав участь у битві при Лейпцигу, а при штурмі села Штеттериц був контужений ядром в ліву ногу. Нагороджено орденом св. Анни 3-го ступеня. У кампанії 1814 року брав участь у битві при Арсі-сюр-Об, де взятий у полон, але звільнений новгородськими кірасирами. Потім перебував при корпусі прусського генерала Г.Блюхера, був учасником битв при Брієнні та Парижі. 18 березня 1814 року стає капітаном. У листопаді того ж року переведено до квартирмейстерської частини імператорського почту.
У 1815 році був відряджено до Баварії для переговорів щодо проходу російських військ. Після відновлення військових дій перебував при головній квартирі і виконував окремі доручення: був посланий з невеликим загоном для очищення місцевості від французьких партизанів, відряджено до фортеці Вітрі, щоб спонукати залогу скоритися королеві Людовику XVIII. Успішно виконав завдання.

### Служба 1820—1830-х років
1817 року був призначений старшим ад'ютантом 2-го відділення Головного штабу 1-ї армій з квартирмейстерській частини. 30 серпня 1818 року був підвищено до підполковника. Вже 4 квітня 1822 року стає полковником, нагороджено орденом св. Анни 2-го ступеня з діамантами. У 1824 року було доручено підготувати плани всіх битв кампанії 1812 року і пояснити їх на місцях боїв принцу Вільгельму Оранському, що повертався з Москви.
1825 року Гасфорд призначено командиром 3-го єгерського полку і вступив до Динабурзького загону генерал-інспектора з інженерної частини великого князя Миколи Павловича. Наприкінці квітня 1828 року переведено до Генерального штабу з призначенням 1 травня начальником 1-го армійського корпусу, 22 серпня нагороджений орденом Св. Володимира 3-го ступеня. 1829 року було відряджено до окремого Кавказького корпусу, де тимчасово керував справами в частині Генерального штабу та виконував обов'язки начальника штабу корпусу під час кампанії проти аварців та інших народів Дагестану.
К серпні 1830 року стає генерал-майором та начальником штабу 4-го корпусу. 1 грудня 1830 року призначено начальником штабу 2-го піхотного корпусу. У 1831 році брав участь в придушенні польського повстання. За це нагороджено орденом св. Анни 1-го ступеня (імператорська корона до цього ордену надана 23 грудня 1836 року). 1831року призначається начальником штабу 6-го піхотного корпусу, займався знищення рештків повстанців в лісам навколо Білостоку. 31 травня 1832 року отримав орден св. Володимира 2-го ступеня, 1832 року — знаком «За військову гідність» 2-го ступеня.
1833 року перейшов до підданства Російської імперії. Того ж року діяв під орудою генерал-ад'ютанта Павла Кисельова, який окупував Молдову та Валахію, користуючись нападом Мухаммеда Алі, правителя Єгипту, на Стамбул. 1835 року був призначений начальником штабу 5-го корпусу, 1 грудня — нагороджено орденом св. Георгія 4-го ступеня за вислугу 25 років в офіцерських чинах.

### На Кавказі
1840 року отримав посаду командувача 15-ї піхотної дивізії, і з нею з травня по вересень перебував у десантному загоні на східному березі Чорного моря, що мав на меті змусити гірських абхазів підкоритися. Брав участь у висадці під Туапсе та у гирлі Псезуапсе, битві при Лазаревському. Наприкінці вересня повернувся до Севастополя. 6 грудня того ж року отримав звання генерал-лейтенанта. 1843 року нагороджено орденом Білого Орла. У січні 1844 році відправлено до складу Чеченського загону генерал-ад'ютанта А. І. Нейдгардта, для участі в експедиціях на лівому фланзі Кавказької лінії. З 7 грудня 1844 року по 18 травня 1845 року командував лівим флангом Кавказької лінії. В цей час захопив Умахан-Юрт, захистив захисті фортеці Воздвиженська і Грозна. У 1846 році сприяв упокоренню Великої Кабарди та вигнанню Шаміля. 24 вересня 1847 року нагороджено табакеркою, прикрашеною діамантами з портретом імператора.

### В Молдові і Валахії
У 1848 році відправлено до князівств Молдавії і Валахії для зміцнення дав впливу Російської імперії та проросійської знаті. З червня 1849 року брав участь у придушенні Угорської революції. 8 червня року нагороджено золотою шпагою з алмазами та написом «За хоробрість», 12 листопада — орденом св. Георгія 3-го ступеня. За цю кампанію нагороджений австрійським орденом Залізної корони 1-го ступеня. Після закінчення її, призначений командувачем військами, залишеними в Трансільванії, у жовтні повернувся до князівств Молдавії та Валахії. З квітня 1850 року до лютого 1851 року командував російськими військами в цих князівствах.

### Генерал-губернаторство
1851 року стає виконуючим справи генерал-губернатора Західного Сибіру та командувачем окремим Сибірським корпусом, а 19 квітня 1853 року підвищено до генерала від інфантерії та затверджено на посаді генерал-губернатора. З самого початку конкурував за успіхи з Миколою Муравйовим, генерал-губернатором Східного Сибіру.
СпочаткуГасфорд приєднав до імперії Заілійську долину, верхів'я річки Чу та північне передгір'я Тянь-Шаня (з них був утворено Алатавський округ); утворено новий військовий Березовський округ, започатковано розвиток торгівлі та промисловості; утворив 1854 року створено області Сибірських киргизів та Семипалатинську. За це отримав орден СВ. Олександра Невського.
У 1858—1859 роках був споряджений торговий караван з потужним військовим загоном до Кашгар. У 1860 році була споряджена особлива експедиція на чолі з полковником генерального штабу А. Е. Циммерманом, яка взяла з бою і сплюндрувала Пішпек і Токмак, підпорядкувала російській владі іссик-кульських киргизів, підлеглих Кокандському ханству. Реформовано устрій Сибірського козацького війська. За це 1860 року нагороджено орденом СВ.Володимира 1-го ступеня з мечами.
Разом з тим він призначив очільником своєї канцелярії І.Почекуніна, якого звільнив М.Муравйов за хабарі. Але Гасфорд тримав того лише за те, що Почекунін не подобався Муравйову. В результаті в генерал-губернаторстві зловживання, здирництво і хабарництво протягом решти каденції Гасфорда зросли неймовірно. Останній в подальшому заявляв що знав про це й для обмеження дій Почекуніна та його креатур влаштовував словесні догани.
1861 року призначено членом Державної ради. Втім невдовзі пішов у відставку через хворобу очей. До кінця життя практично втратив зір. Помер 1874 року в Санкт-Петербурзі.

## Родина
1. Дружина — Євгенія, донька генерал-майора Василя Кириловича Безродного
Діти:
- Людмила-Анна (1822—1891), дружина генерала від інфантерії Я. А. Слуцького
- Всеволод (1822—1892), генерал-майор.
- Ольга (1826-?)
- Надія (1828—1885)

2. Дружина — Любов, донька таємного радника Ф. П. Львова
дітей не було
3. Дружина — Надія, донька М.Львова
дітей не було